# 淀川亭つる吉
淀川亭 つる吉（よどがわてい つるきち、本名：小板橋 正則（こいたばし まさのり）、は、落語家。福岡県北九州市出身。桂文華落語塾所属。